# 大分県運転免許センター

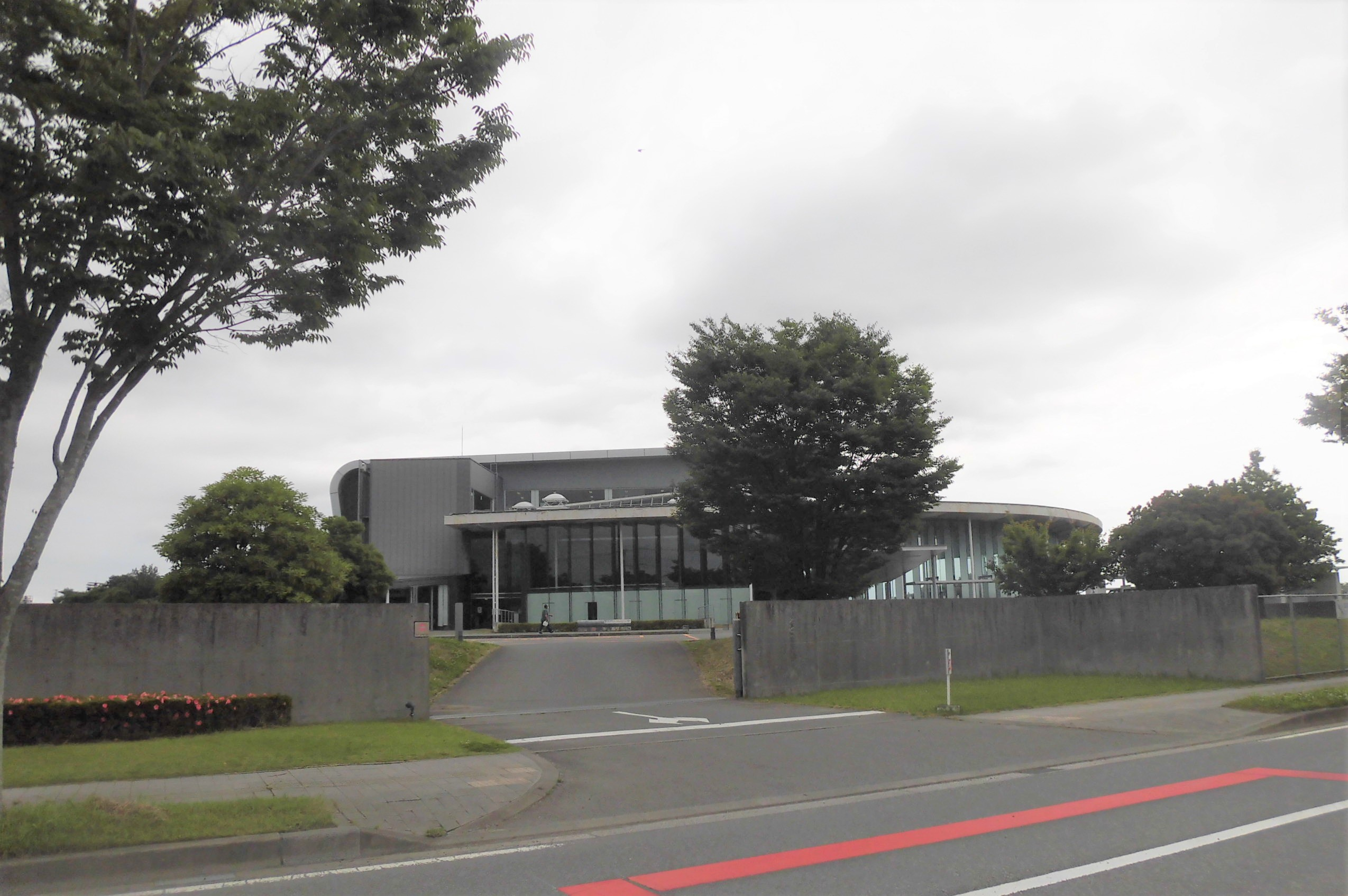
大分県運転免許センター

大分県運転免許センター（おおいたけんうんてんめんきょセンター）は、大分県大分市にある大分県警察が管理する運転免許試験場。県内唯一の試験場である。旧県庁内警察部前広場（現在の城址公園内）に試験のたびにコースを作って実施していたが、1939年に大分市新中島（現在の大分市豊町二丁目）に運転免許試験場を設置。1962年3月31日大分市荏隈に大分県自動車運転免許試験場が完成。同年6月8日から業務開始。2006年3月20日に大分市松岡に移転し、大分県運転免許センターとして業務開始。また、大分スポーツ公園の南側に位置している。2009年には、第50回BCS賞を受賞した。

## 所在地
- 大分市大字松岡6687番地

## 交通機関
- 大分バス 「運転免許センター前」下車